# سمة عبدربه
سمة محمد عبدربه ، مواليد 1976 في دمشق، سوريا، ناشطة في المجتمع المدني السوري ومستشارة لحكومة الإمارات العربية المتحدة في السياسات العامة والابتكار في الإدارة العامة.

## المسيرة المهنية
درست سيمة عبدربه علم الآثار في جامعة دمشق والأدب والترجمة في جامعة لوميير في ليون 2 (فرنسا). عملت مترجمة للغات العربية والإنجليزية والفرنسية لمنظمات دولية مثل الأمم المتحدة والاتحاد الأوروبي. ترجمت العديد من الكتب والروايات الدولية غير الخيالية إلى العربية ، أبرزها "الفوقية الإمبريالية الأمريكية : لماذا يخسر الغرب الحرب على الإرهاب" للمحلل الأمني المخضرم في وكالة المخابرات المركزية مايكل شوير ، ورواية الإثارة "شيفرة دافنشي" للكاتب دان براون. في مقابلة مع صحيفة إمارات اليوم عام 2008 ، أعربت عن مخاوفها من حدوث "نكسة كبيرة" في ترجمة الأدب العالمي إلى العربية وانتقدت توجه المترجمين العرب إلى استخدام اللهجات المحلية أو الإقليمية بدلاً من اللغة العربية الفصحى الحديثة. تعمل منذ عام 2010 مستشارة للأمانة العامة لمجلس الوزراء في دولة الإمارات العربية المتحدة ، ملحقة بمكتب رئيس الوزراء الشيخ راشد بن محمد آل مكتوم. ثم عادت إلى هذا المنصب في عام 2015 بعد فترة متقطعة كناشطة سياسية وناشطة في المجتمع المدني السوري.

## النشاط السياسي والمدني
بعد بداية الربيع العربي واندلاع الاحتجاجات وحملات القمع العنيفة في سوريا التي أدت إلى اندلاع حرب أهلية ، انضمت سيمة عبدربه ، التي كانت مقرها في الإمارات في ذلك الوقت ، إلى شبكات المعارضة السورية وبدأت العمل مع عدة جهات. المؤسسات الدولية بشأن دعم المجتمعات المحلية. في عام 2013 ، انضمت إلى مبادرة المجتمع المدني "شبكة الديمقراطيين في العالم العربي" التي ظهرت من بين الشركاء الدوليين للمعهد الجمهوري الدولي في واشنطن العاصمة 
نظرًا لعلاقاتها الحكومية واتصالاتها الدولية ، فقد وُصفت بأنها "شخصية تضع جدول أعمال" للمجتمع المدني خلال الربيع العربي ، في حين يُنظر إلى بلد إقامتها ، الإمارات العربية المتحدة ، عمومًا على أنها معادية لسلسلة مناهضة - بدأت الاحتجاجات الحكومية والانتفاضات والتمردات المسلحة في أواخر عام 2010 وأوائل عام 2011 في منطقة الشرق الأوسط وشمال إفريقيا. سيمة عبدربه هي أيضًا عضو مؤسس لدائرة من خبراء الشرق الأوسط تسمى "نادي سياسة بغداد". تعلق من حين لآخر على الشؤون السورية في وسائل الإعلام العربية.
وجهت سيمة عبدربه الممثلة الخاصة للأمم المتحدة نداء لسوريا ، دعت فيه إلى الدورالفعال للمرأة السورية في مفاوضات وقف إطلاق النار ومراقبة وقف إطلاق النار. وفي عام 2014 ، شاركت في رعاية خطاب إدانة مفتوح للمخرج النرويجي لارس كليفبرغ لتقديمه مقاطع أفلام روائية عن الأطفال في الحرب السورية باعتبارها لقطات حقيقية. تعرض الإنتاج الممول من قبل المعهد النرويجي للسينما لانتقادات شديدة من قبل الصحفيين وصانعي الأفلام الذين يغطون الصراع العسكري في الشرق الأوسط ، وتم التحقيق فيه من قبل شبكة الاستخبارات من مصدر معروف بيلنجكات.
وفقًا لتقارير وسائل الإعلام الإخبارية ، سيمة عبدربه ، المنحدرة من "عائلة سنية ذات نفوذ" ، هي عضو في مجلس الميثاق السوري ، وهو هيئة مجتمع مدني سورية تهدف إلى جمع ممثلين من مختلف العائلات والمناطق والعشائر. والقبائل والطوائف الدينية. اقيمت المبادرة سراً واتفقت على مدونة قواعد سلوك للتعايش السوري بين القادة الاجتماعيين في سوريا التي تسيطر عليها الحكومة والشتات وانتخبت سيمة عبدربه متحدثة باسمها. يظهر اسمها أيضًا في رد من الحكومة الألمانية على تحقيق برلماني عام 2019 حول أنشطة مجلس الميثاق السوري في ألمانيا. 
وقفت سمية عبدربه جنباً إلى جنب مع العديد من ممثلي حوارالأديان المسلمين، في التوقيع على إعلان تضامن ضد كراهية الأجانب ومعاداة السامية وللذكرى الدولية للهولوكوست في عام 2020.